# Aglaia (plantă)
Aglaia este un gen de arbori tropicali din familia Meliaceae, ordinul Sapindales. Plantele trăiesc mai ales în regiunile tropicale și subtropicale în pădurile din Asia de Sud-Est, Australia și unele insule din Pacific. Dintre aceste specii, unele produc fructe comestibile, au flori aromate, un lemn prețios (mahon) sau conțin substanțe utilizate în industria farmaceutică.

## Descriere
Arborii fac parte din categoria foioaselor, ating o înălțime între 3 și 40 m. Florile formează inflorescențe grupate în ciorchini. Florile masculine au aromă, sunt mai mici și mai numeroase ca cele feminine, care se află pe aceași plantă. Fructele pot fi sub forme de boabe, nuci sau păstăi.

## Sistematică

### Sinonime
Amoora Roxb., Andersonia Roxb., Argophilum Blanco, Beddomea Hook. f., Camunium Roxb., Euphora Griff., Hearnia F.Muell., Lepiaglaia Pierre, Merostela Pierre, Milnea Roxb., Nemedra A.Juss., Nimmoia Wight, Oraoma Turcz., Selbya M.Roem..

### Specii
Genul Aglaia are peste 100 de specii:
| - Aglaia abbreviata (China) - Aglaia acariaeantha (Noua Guinee) - Aglaia acida (Java) - Aglaia acminatissima (Malaesia) - Aglaia acuminata (Filipine) - Aglaia affinis: (Filipine) - Aglaia agglomerata (Noua Guinee) - Aglaia agusanensis (Filipine) - Aglaia aherniana (Filipine) - Aglaia allocotantha (Noua Guinee) - Aglaia alternifoliola (Filipine) - Aglaia amplexicaulis - Aglaia andamanica (Andamane) - Aglaia angustifolia (Sumatra) - Aglaia annamensis (Asia de Sud-Est) - Aglaia antonii (Filipine) - Aglaia apiocarpa (Sri Lanka) - Aglaia apoana (Filipine) - Aglaia araeantha (Noua Guinee) - Aglaia archboldiana - Aglaia argentea (Java) - Aglaia aspera (Java) - Aglaia attenuata (China) - Aglaia australiensis (Queensland) - Aglaia axillaris - Aglaia badia (Filipine) - Aglaia bamleri (Noua Guinee) - Aglaia banahaensis (Filipine) - Aglaia baramensis (Borneo) - Aglaia barbanthera (Noua Guinee) - Aglaia barbatula (Java) - Aglaia barberi (India) - Aglaia basiphylla (Fiji) - Aglaia batjanica (Malaesia) - Aglaia bauerleni (Noua Guinee) - Aglaia beccarii (Borneo) - Aglaia bergmanni (Pazifik) - Aglaia bernardoi (Filipine) - Aglaia betchei (Samoa) - Aglaia bicolor (Filipine) - Aglaia boanana (Noua Guinee) - Aglaia bordenii (Filipine) - Aglaia borneensis (Borneo) - Aglaia brachybotrys (Filipine) - Aglaia brassii (Solomon) - Aglaia brevipeduncula (Noua Guinee) - Aglaia brevipetiolata (Filipine) - Aglaia brownii (Queensland, Neu Guinea) - Aglaia cagayanensis (Filipine) - Aglaia calelanensis (Filipine) - Aglaia canarensis (India) - Aglaia canariifolia (Sulawesi) - Aglaia caroli (Noua Guinee) - Aglaia carrii (Noua Guinee) - Aglaia caudatifoliolata (Borneo) - Aglaia cauliflora (Sulawesi) - Aglaia caulobotrys (Filipine) - Aglaia cedreloides (Noua Guinee) - Aglaia celebica (Sulawesi) - Aglaia chalmersi (Noua Guinee) - Aglaia chartacea (Sumatra) - Aglaia chaudocensis (Asia de Sud-Est) - Aglaia cinerea (Malaesia) - Aglaia cinnamomea (Noua Guinee) - Aglaia clarkii (Filipine) - Aglaia clemensiae (Noua Guinee) - Aglaia clementis (Borneo) - Aglaia conferta (Noua Guinee) - Aglaia confertiflora (Borneo) - Aglaia congylos (Sri Lanka) - Aglaia copelandii (Filipine) - Aglaia cordata (Malaesia) - Aglaia coriacea (Borneo) - Aglaia costata (Filipine) - Aglaia crassinervia (India) - Aglaia cremea (Noua Guinee) - Aglaia cuprea (Filipine) - Aglaia cupreo-lepidota (Filipine) - Aglaia curranii (Filipine) - Aglaia curtisii - Aglaia cuspidata (Noua Guinee) - Aglaia cuspidella (Borneo) - Aglaia dasyclada (China) - Aglaia davaoensis (Filipine) | - Aglaia densisquama (Borneo) - Aglaia densitricha (Malaesia) - Aglaia denticulata (Filipine) - Aglaia diepenhorstii (Sumatra) - Aglaia diffusa (Filipine) - Aglaia diffusiflora (Filipine) - Aglaia discolor (Borneo) - Aglaia doctersiana (Noua Guinee) - Aglaia duperreana (Asia de Sud-Est) - Aglaia dyeri (Sulawesi) - Aglaia dysoxylifolia (Sulawesi) - Aglaia edelfeldti (Noua Guinee) - Aglaia edulis (Indien, Fiji) - Aglaia elaeagnoidea (Queensland) - Aglaia elaphina (Noua Guinee) - Aglaia elegans - Aglaia elliptifolia (Filipine) - Aglaia elmeri (Borneo) - Aglaia ermischii (Pazifik) - Aglaia erythrosperma (Malaesia, Borneo) - Aglaia euphorioides (Asia de Sud-Est) - Aglaia euryanthera (Noua Guinee) - Aglaia euryphylla (Java) - Aglaia eusideroxylon (Java) - Aglaia evansensis - Aglaia everettii (Filipine) - Aglaia exigua (Noua Guinee) - Aglaia flavescens (Noua Guinee) - Aglaia flavida (Noua Guinee) - Aglaia forbesiana (Noua Guinee) - Aglaia forbesii (Malaesia) - Aglaia forstenii (Ambon) - Aglaia foveolata (Malaesia, Borneo, Sumatra) - Aglaia fragilis - Aglaia fraseri (Borneo) - Aglaia fusca (Andamane) - Aglaia gagnepainiana (Laos) - Aglaia gamopetala (Borneo) - Aglaia ganggo (Sumatra) - Aglaia gibbsiae (Noua Guinee) - Aglaia gjellerupii (Noua Guinee) - Aglaia glabriflora (Malaesia) - Aglaia glaucescens (Andamane) - Aglaia glomerata (Filipine) - Aglaia goebeliana (Pazifik) - Aglaia gracilis - Aglaia gracillima (Noua Guinee) - Aglaia grandifoliola (Filipine) - Aglaia grandis (Borneo) - Aglaia greenwoodii - Aglaia griffithii (Malaesia) - Aglaia hapalantha (Noua Guinee) - Aglaia haplophylla (Malaesia) - Aglaia harmsiana (Filipine) - Aglaia hartmanni (Noua Guinee) - Aglaia haslettiana (India) - Aglaia havilandii (Borneo) - Aglaia hemsleyi (Sulawesi) - Aglaia heptandra (Java) - Aglaia heterobotrys (Sumatra) - Aglaia heteroclita (Malaesia) - Aglaia heterophylla (Borneo) - Aglaia heterotricha (Tonga) - Aglaia hexandra (Filipine) - Aglaia hiernii (Malaesia) - Aglaia hoanensis (Asia de Sud-Est) - Aglaia hoii (Vietnam) - Aglaia huberti (Borneo) - Aglaia humilis - Aglaia hypoleuca (Sumatra) - Aglaia ignea (Sumatra) - Aglaia iloilo (Filipine) - Aglaia insignis (Borneo) - Aglaia integrifolia (Noua Guinee) - Aglaia intricatoreticulata (Malaesia) - Aglaia janowskyi (Noua Guinee) - Aglaia javanica (Sulawesi) - Aglaia kabaensis (Sumatra) - Aglaia khasiana (Indonezia) - Aglaia kingiana - Aglaia korthalsii (Asia de Sud-Est) - Aglaia kunstleri - Aglaia laevigata (Filipine) - Aglaia lagunensis (Filipine) - Aglaia lanceolata (Filipine) - Aglaia lancilimba (Filipine) - Aglaia langlassei (Filipine) - Aglaia lanuginosa - Aglaia latifolia (Java) - Aglaia lauterbachiana (Noua Guinee) - Aglaia lawii (India) - Aglaia laxiflora (Borneo) - Aglaia ledermannii (Noua Guinee) - Aglaia leeuwenii (Noua Guinee) - Aglaia lepidopetala (Noua Guinee) - Aglaia lepiorrhachis (Noua Guinee) - Aglaia leptantha (Sumatra) - Aglaia leptoclada (Noua Guinee) - Aglaia leucoclada (Noua Guinee) - Aglaia leucophylla - Aglaia littoralis (Indonezia) | - Aglaia llanosiana (Filipine) - Aglaia loheri (Filipine) - Aglaia longepetiolulata (Sumatra) - Aglaia longifolia (Java) - Aglaia longipetiolata (Filipine) - Aglaia maboroana (Noua Guinee) - Aglaia mackiana (Noua Guinee) - Aglaia macrobotrys (Filipine) - Aglaia macrostigma - Aglaia magnifoliola (Sunda) - Aglaia maiae (Indonezia) - Aglaia maingayi (Malaesia) - Aglaia malabarica (India) - Aglaia marginata (Thailand) - Aglaia mariannensis (Filipine) - Aglaia matthewsii (Borneo) - Aglaia megistocarpa (Borneo) - Aglaia meliosmoides (Thailand) - Aglaia membranifolia (Malaesia) - Aglaia menadonensis (Sulawesi) - Aglaia merrillii (Filipine) - Aglaia micrantha (Filipine) - Aglaia micropora (Filipine) - Aglaia minahassae (Sulawesi) - Aglaia mindanaensis (Filipine) - Aglaia minutiflora (Indonezia) - Aglaia mirandae (Filipine) - Aglaia monophylla (Filipine) - Aglaia monozyga (Borneo) - Aglaia montana (Java) - Aglaia motleyana (Borneo) - Aglaia moultonii (Borneo) - Aglaia mucronulata (Java) - Aglaia multiflora (Filipine) - Aglaia multifoliola (Filipine) - Aglaia multijuga (Fiji) - Aglaia myriantha (Filipine) - Aglaia myristicifolia (Noua Guinee) - Aglaia negrosensis (Filipine) - Aglaia neotenica (Borneo) - Aglaia nivea - Aglaia nudibacca (Solomon) - Aglaia oblanceolata (Thailand) - Aglaia obliqua (Noua Guinee) - Aglaia oblonga (Asia de Sud-Est) - Aglaia ochneocarpa (Sumatra) - Aglaia odoardoi (Borneo) - Aglaia odorata Chinesische Reis-Blume (China) - Aglaia oligantha (Filipine) - Aglaia oligocarpa (Sumatra) - Aglaia oligophylla (Sumatra) - Aglaia oxypetala - Aglaia pachyphylla (Sumatra) - Aglaia palauensis (Palau) - Aglaia palawanensis - Aglaia palembanica (Borneo) - Aglaia pallida - Aglaia pamattonis (Borneo) - Aglaia paniculata (Indonezia) - Aglaia parksii - Aglaia parviflora (Nen Guinea) - Aglaia parvifolia (Filipine) - Aglaia parvifoliola (Noua Guinee) - Aglaia pauciflora (Filipine) - Aglaia pedicellaris (Indonezia) - Aglaia peekelii (Bismarck Archipel) - Aglaia penningtoniana (Noua Guinee) - Aglaia perfulva (Filipine) - Aglaia perviridis (Indonezia) - Aglaia phaeogyna (Noua Guinee) - Aglaia pirifera (China) - Aglaia pleuropteris (Vietnam) - Aglaia poilanei (Vietnam) - Aglaia polyneura (Noua Guinee) - Aglaia polyphylla (Java) - Aglaia ponapensis (Karolinen) - Aglaia porulifera (Noua Guinee) - Aglaia poulocondorensis (Asia de Sud-Est) - Aglaia procera (Solomon) - Aglaia psilopetala (Polynesien) - Aglaia puberulanthera (Noua Guinee) - Aglaia puncticulata (Filipine) - Aglaia pycnocarpa (Sumatra) - Aglaia pycnoneura (Noua Guinee) - Aglaia pyramidata (China) - Aglaia pyricarpa (Sumatra) - Aglaia pyriformis (Filipine) - Aglaia pyrrholepis (Java) - Aglaia querciflorescens (Filipine) - Aglaia quocensis (Asia de Sud-Est) - Aglaia racemosa (Borneo) - Aglaia ramosii (Filipine) - Aglaia ramotricha (Borneo) - Aglaia ramuensis (Noua Guinee) | - Aglaia rechingerae (Bismarck arhipelag, Lago) - Aglaia reinwardtii (Sulawesi) - Aglaia repoeuensis (Asia de Sud-Est) - Aglaia reticulata (Filipine) - Aglaia rivularis (Borneo) - Aglaia rizalensis (Filipine) - Aglaia robinsonii (Filipine) - Aglaia rodatzii (Noua Guinee) - Aglaia roemeri (Noua Guinee) - Aglaia rubra (Noua Guinee) - Aglaia rubrivenia (Solomon) - Aglaia rudolfi (Noua Guinee) - Aglaia rufa (Sumatra) - Aglaia rugulosa (Malaesia, Borneo) - Aglaia salicifolia (Malaesia) - Aglaia saltatorum (Tonga) - Aglaia samarensis (Filipine) - Aglaia samoensis (Samoa) - Aglaia saxonii (Noua Guinee) - Aglaia schlechteri (Noua Guinee) - Aglaia schraderiana (Noua Guinee) - Aglaia schultzei (Noua Guinee) - Aglaia sclerocarpa (Sulawesi) - Aglaia scortechinii - Aglaia shawiana (Borneo) - Aglaia sibuyanensis (Filipine) - Aglaia simplex (Borneo) - Aglaia simplicifolia (Noua Guinee) - Aglaia smithii (Sulawesi) - Aglaia somalensis (Somaliland) - Aglaia sorsogonensis (Filipine) - Aglaia spaniantha (Noua Guinee) - Aglaia splendens (Java) - Aglaia squamulosa (Asia de Sud-Est) - Aglaia stapfii (Sulawesi) - Aglaia steinii (Noua Guinee) - Aglaia stellato-tomentosa (Filipine) - Aglaia stellipila (Noua Guinee) - Aglaia stenophylla (Filipine) - Aglaia sterculioides (Borneo) - Aglaia subcuprea (Noua Guinee) - Aglaia subgrisea (Malaesia) - Aglaia subminutiflora (Noua Guinee) - Aglaia submonophylla (Borneo) - Aglaia subsessilis (Borneo) - Aglaia subviridis (Filipine) - Aglaia sulingi (Java) - Aglaia tarangisi (Filipine) - Aglaia tayabensis (Filipine) - Aglaia taynguyenensis (Vietnam) - Aglaia tembelingensis (Malaesia) - Aglaia tenuicaulis (Malaesia) - Aglaia tenuifolia (China) - Aglaia testicularis (China) - Aglaia teysmanniana (Sumatra) - Aglaia tomentosa (Indonezia) - Aglaia trichostemon (Borneo) - Aglaia trichostoma (Noua Guinee) - Aglaia trimera (Borneo) - Aglaia tripetala (Borneo) - Aglaia trunciflora (Filipine) - Aglaia tsangii (China) - Aglaia turczaninowii (Filipine) - Aglaia ulawaensis (Solomon) - Aglaia umbrina (Filipine) - Aglaia undulata (Indonezia) - Aglaia unifoliata (Borneo) - Aglaia urdanetensis (Filipine) - Aglaia uropbylla (Noua Guinee) - Aglaia variisquama (Malaesia, Borneo) - Aglaia venusta (Hawaii) - Aglaia versteeghii (Noua Guinee) - Aglaia villamilii (Filipine) - Aglaia vitiensis (Hawaii) - Aglaia vulpina (Noua Guinee) - Aglaia wallichii (Indonezia) - Aglaia wangii (China) - Aglaia whitmeei (Samoa) - Aglaia winckelii (Java) - Aglaia yunnanensis (China) - Aglaia yzermanni (Malaesia) - Aglaia zippelii (Noua Guinee) - Aglaia zollingeri (Java) |